# Județul Vaslui (antebelic)
Județul Vaslui a fost o unitate administrativă de ordinul întâi din Vechiul Regat al României (existent în perioada antebelică). Județul se afla în regiunea istorică Moldova, iar reședința era orașul Vaslui.

## Așezare și limite

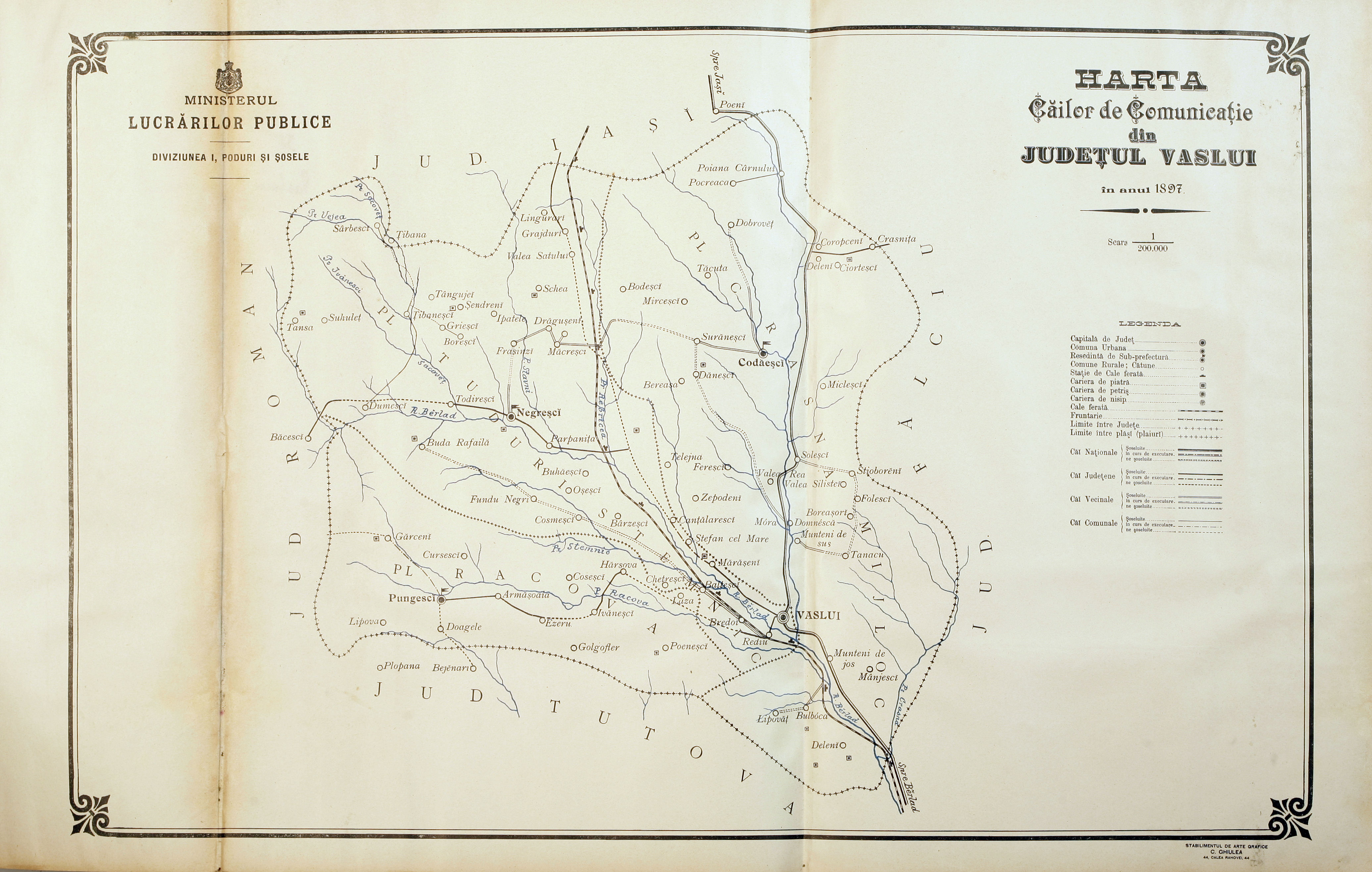
Harta județului Vaslui în Atlasul Căilor de Comunicații din 1897

Județul Vaslui era situat în estul României, într-o zonă cu dealuri și văi, terenul fiind foarte accidentat. Se învecina cu județele Roman, Tutova, Fălciu și Iași.

## Istoric
În anul 1864, domnitorul Alexandru Ioan Cuza dă prima lege de organizare administrativ-teritorială modernă a teritoriului României. Legea prevedea împărțirea țării în 33 de județe, având ca subdiviziuni plășile și comunele (urbane și rurale). Județele și comunele erau investite cu personalitate juridică și cu organe deliberative și executive: consiliul județean și prefectul (acesta din urmă ca reprezentant al guvernului în teritoriu), respectiv consiliul comunal
și primarul (în calitate de reprezentant al guvernului în teritoriu). Plășile erau simple subdiviziuni ale județelor, fără personalitate juridică, conduse de subprefecți, cu atribuții de supraveghere și control asupra autorităților comunale.
Județul antebelic Vaslui era împărțit până în 1895 în 5 plăși: Crasna , Fundurile, Mijlocul, Racova și Stemnicul. În 1902 erau 3 plăși, Crasna fiind unită cu Mijlocul și Fundurile cu Stemnicul. Județul avea un oraș, 2 târgușoare, 56 comune și 235 sate.
Pământul județului era foarte fertil, producând din abundență cereale, nu numai pentru trebuințele locale, dar și pentru export. Industria era reprezentată mai mult de cea casnică. Localitatea Scheia era renumită pentru carierele de piatră. Piețele însemnate ale județului erau: orașul Vaslui și târgușoarele Codăești, Negrești și Pungești.

## Marca
Apicultura se practica mai mult decât în alte județe (13993 stupi în anul 1900). Înainte de anul 1902, județul Vaslui a fost patria albinăritului, din acest motiv, marca (stema) județului era un stup cu albine.